# Right Now! (Pussy Galore)
Right Now! è il primo album in studio dei Pussy Galore, pubblicato nel 1987. Segue la raccolta Groovy Hate Fuck (Feel Good About Your Body).
Il disco è stato ristampato dalla Matador/Mute nel 1998.

## Tracce
- Tutte le canzoni sono dei Pussy Galore.

1. Pig Sweat - 1:25
2. White Noise - 0:36
3. Uptight - 1:21
4. Biker-Rock-Loser - 1:34
5. Wretch - 1:40
6. Rope Legend - 2:00
7. Fuck You, Man - 0:36
8. White People - 1:06
9. New Breed - 1:50
10. Alright - 2:00
11. Knock Up - 0:54
12. NYC:1999! - 2:06
13. Punch Out - 1:51
14. Pussy Stomp - 1:48
15. Trashcan Oil Drum - 2:09
16. Fix It - 1:51
17. Really Suck - 2:23
18. Rancid - 3:35
19. Hell Spawn - 2:35

## Formazione
- Jon Spencer - voce, chitarra
- Julie Cafritz - chitarra
- Neil Hagerty - chitarra
- Bob Bert - batteria